# تود ووكر
تود ووكر (13 مارس 1998 - ) (بالإنجليزية: Todd Walker)‏ هو لاعب كريكت جنوب أفريقي.

## وصلات خارجية
- تود ووكر على موقع إي آس بي آن كريك إنفو (الإنجليزية)